# Доњи Лакочереј
Доњи Лакочереј (мкд. Долно Лакочереј) је насеље у Северној Македонији, у југозападном делу државе. Доњи Лакочереј припада општини Охрид.

## Географија
Насеље Доњи Лакочереј је смештено у југозападном делу Северне Македоније. Од најближег града, Охрида, насеље је удаљено 5 km северно.
Доњи Лакочереј се налази у историјској области Охридски крај, која се обухвата источну и североисточну обалу Охридског језера. Насеље је смештено у невеликом Охридском пољу, које се пружа на североисточној страни језера. Источно од насеља издиже се планина Галичица, а северозападно побрђе Горенци. Надморска висина насеља је приближно 720 метара.
Клима у насељу, и поред знатне надморске висине, има жупне одлике, па је пре умерено континентална него планинска.

## Становништво
Доњи Лакочереј је према последњем попису из 2002. године имао 728 становника. 
Већину становништва чине етнички Македонци (99%), а остало су Срби.
Већинска вероисповест је православље.